# Seznam kasimskih kanov
Seznam kasimskih kanov vsebuje imena kanov (vladarjev), sultanov (princev) in begum (kraljic) iz petih dinastij, ki so vladali v Kasimskem kanatu od leta 1452 do 1681:
- Kazanska dinastija (zelena)
- Krimska dinastija (modra)
- Astrahanska dinastija (bela)
- Kazaška dinastija (rjava)
- Sibirska dinastija (rožnata)

| Vladarski naziv                                                          | Ime                                                                                                  | Vladanje    |
| ------------------------------------------------------------------------ | --- | ----------- |
| Kan خان‎ Sultan سلطان‎                                                     | Kasim ibn Ulug Mohamed قاسم ابن الغ محمد‎                                                             | 1445 - 1469 |
| Sultan سلطان‎                                                             | Danijar ibn Kasim دانیال ابن قاسم ‎                                                                   | 1469 - 1486 |
| Khan خان‎                                                                 | Nur Devlet ibn Hadži Geraj نور دولت ابن حاجی غرائی‎                                                   | 1486 – 1491 |
| Sultan سلطان‎                                                             | Satilgan ibn Nur Devlet ساتیلغان ابن نور دولت ‎                                                       | 1491 – 1506 |
| Sultan سلطان‎                                                             | Džanaj ibn Nur Devlet جانائی ابن نور دولت ‎                                                           | 1506 – 1512 |
| Kan خان‎                                                                  | Šejk Aulijar ibn Bahtijar Sultan ibn Kučuk Mohamed شیخ اللہ یار ابن بختیار سلطان ابن کوچک محمد‎       | 1512 - 1516 |
| Kan خان‎                                                                  | Šah Ali ibn Šejk Alahjar شاه علی ابن شیخ اللہ یار ‎                                                   | 1516 - 1519 |
| Kan خان‎                                                                  | Džan Ali ibn Šejk Alahjar جان علی ابن شیخ اللہ یار‎                                                   | 1519 - 1531 |
| Kan خان‎                                                                  | Šah Ali ibn Šejk Alahjar شاه علی ابن شیخ اللہ یار ‎                                                   | 1535 - 1567 |
| Kan خان‎                                                                  | Sain Bulat ibn Beg Bulat a.k.a. Simeon Bekbulatovič ساین بولاط ابن بیگ بولاط‎                         | 1567 - 1573 |
| Kan خان‎                                                                  | Mustafa Ali ibn Abdulah ibn Ak Kubek ibn Murtada Beg مصطفی علی ابن عبد اللہ ابن اق قبق ابن مرتضی بیگ‎ | 1574 - 1590 |
| Kan خان‎                                                                  | Eid al Mohamed ibn Ondak Sultan عید المحمد ابن عوندک سلطان‎ Uraz Mohamed اوراز محمد‎                   | 1600 - 1610 |
| Kan خان‎                                                                  | Arslan ibn Ali ibn Kučum ibn Murtada ibn Ibak Kan ارسلان ابن علی ابن کوچم ابن مرتضی ابن عبک خان‎      | 1614 - 1627 |
| Sultan سلطان‎                                                             | Sajed Borhan ibn Arslan سید برہان ابن ارسلان‎                                                         | 1627 - 1679 |
| Kanum خانم‎ Begum بیگم‎                                                    | Fatima Sultan فاطمہ سلطان‎                                                                            | 1679 - 1681 |
| Ruski car Fjodor III. Ruski leta 1681 dovoli ukinitev Kasimskega kanata. | |             |